# Open de Wuhan de snooker
L'Open de Wuhan est un tournoi de snooker comptant pour le classement mondial organisé pour la première fois en 2023 dans la ville chinoise du même nom. 

## Historique
Ce nouveau tournoi de snooker est établi au cours de la saison 2023-2024, à la faveur d'une dynamique de retour des tournois de snooker dans l'« Empire du Milieu », eux qui avaient été suspendus pendant la période de pandémie mondiale. L'édition inaugurale est tenue au gymnase de Wuhan et remportée par l'Anglais Judd Trump, qui s'impose au détriment de son compatriote Ali Carter.

## Vainqueurs
| Année                  | Vainqueur              | Finaliste              | Score                  | Saison                 |
| Open de Wuhan (classé) | Open de Wuhan (classé) | Open de Wuhan (classé) | Open de Wuhan (classé) | Open de Wuhan (classé) |
| ---------------------- | ---------------------- | ---------------------- | ---------------------- | ---------------------- |
| 2023                   | Judd Trump             | Ali Carter             | 10-7                   | 2023-2024              |
| 2024                   | Xiao Guodong           | Si Jiahui              | 10-7                   | 2024-2025              |

## Bilan par pays
| Pays       | Joueurs | Total | Premier titre | Dernier titre |
| ---------- | ------- | ----- | ------------- | ------------- |
| Angleterre | 1       | 1     | 2023          | 2023          |
| Chine      | 1       | 1     | 2024          | 2024          |